# Пенья, Нэнси
Нэнси Пенья (фр. Nancy Peña; род. 13 августа 1979, Тулуза) — французская художница, в частности известна в городе Безансон, где она очень активна.

## Биография
Нэнси Пенья получила уроки рисования у Катрин Эскудье в её родном городе Тулузе, прежде чем поехать учиться в Париж в École normale supérieure de Cachan, и окончила в 2003 году факультет прикладного искусства. Она проработала учителем рисования до 2011 года, прежде чем окончательно посвятить себя рисованию.
Нэнси Пенья живёт в Безансоне с 2004 года и опубликовала большую часть своих работ для журналиста Винсента Анри. Она работала с писательницей Блондин ле Калле и иллюстрировала графический роман «Médée», который привлек внимание критиков на Festival internationale de la bande-dessinée d'Angoulême как один из 100 самых известных комиксов XXI века.

## Семья
У неё есть жених и одна дочь (родилась в 2016 году).